# Хэсянь
Хэсянь (кит. упр. 和县, пиньинь Hé xiàn) — уезд городского округа Мааньшань провинции Аньхой (КНР).

## История
Во времена империи Хань эти места вошли в состав уезда Лиян (历阳县). Во времена империи Цзинь уезд сначала входил в состав округа Хуайнань (淮南郡), а в 304 году из него был выделен округ Лиян (历阳郡), состоящий из четырёх уездов (в том числе уезда Лиян). Во времена империи Северная Ци округ Лиян был в 555 году преобразован в область Хэчжоу (和州).
При империи Суй в 607 году область Хэчжоу была вновь преобразована в округ Лиян, однако после смены империи Суй на империю Тан округ Лиян в 620 году вновь стал областью Хэчжоу; тогда в неё входило три уезда. В 742 году область Хэчжоу опять была преобразована в округ Лиян, но в 758 году округ Лиян вновь стал областью Хэчжоу. После основания империи Мин уезд Лиян был расформирован, а его земли перешли под непосредственное управление областных властей. После Синьхайской революции в Китае была проведена реформа структуры административного деления, и в 1912 году области с управами были упразднены; на землях, ранее напрямую управлявшихся областными властями, был создан уезд Хэсянь.
В 1949 году был создан Специальный район Чаоху (巢湖专区), и уезд вошёл в его состав. В 1952 году Специальный район Чаоху был расформирован, а входившие в его состав административные единицы были переданы в состав Специального района Уху (芜湖专区).
15 декабря 1958 года уезды Ханьшань и Хэсянь были объединены в уезд Хэхань (和含县), который был передан под юрисдикцию властей Мааньшаня. В апреле 1959 года уезд Хэхань вернулся в состав Специального района Уху, а в июне 1959 года он вновь был разделён на уезды Ханьшань и Хэсянь. В июле 1965 года уезд вернулся в состав воссозданного Специального района Чаоху. В 1971 году Специальный район Чаоху был переименован в Округ Чаоху (巢湖地区). В 1999 году округ Чаоху был преобразован в городской округ Чаоху (巢湖市).
В 2011 году городской округ Чаоху был расформирован, и уезд перешёл в состав городского округа Мааньшань.

## Административное деление
Уезд делится на 9 посёлков.